# بوبي واتسون (ممثل)
بوبي واتسون (بالإنجليزية: Bobby Watson)‏ هو ممثل أمريكي، ولد في 28 نوفمبر 1888 في الولايات المتحدة، وتوفي في 22 مايو 1965 بلوس أنجلوس في الولايات المتحدة.

## وصلات خارجية
- بوبي واتسون على موقع IMDb (الإنجليزية)
- بوبي واتسون على موقع قاعدة بيانات برودواي على الإنترنت (الإنجليزية)
- بوبي واتسون على موقع قاعدة بيانات برودواي على الإنترنت (الإنجليزية)
- بوبي واتسون على موقع قاعدة بيانات الفيلم (الإنجليزية)